# Bonatea funereoides
Bonatea funereoides là một loài bướm đêm trong họ Geometridae.